# Ernhaus

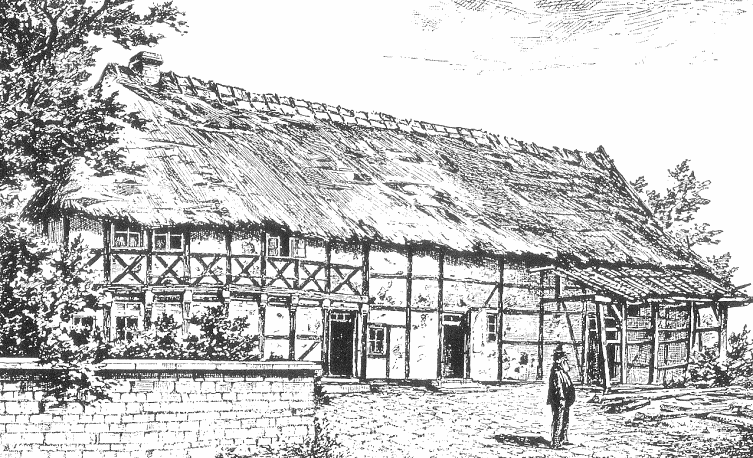
Ernhaus in Fachwerkbauweise in Klein Schöppenstedt bei Cremlingen um 1900

Vereinfachter Hausgrundriss des Ernhauses (Erdgeschoss) siehe Zeichnung links

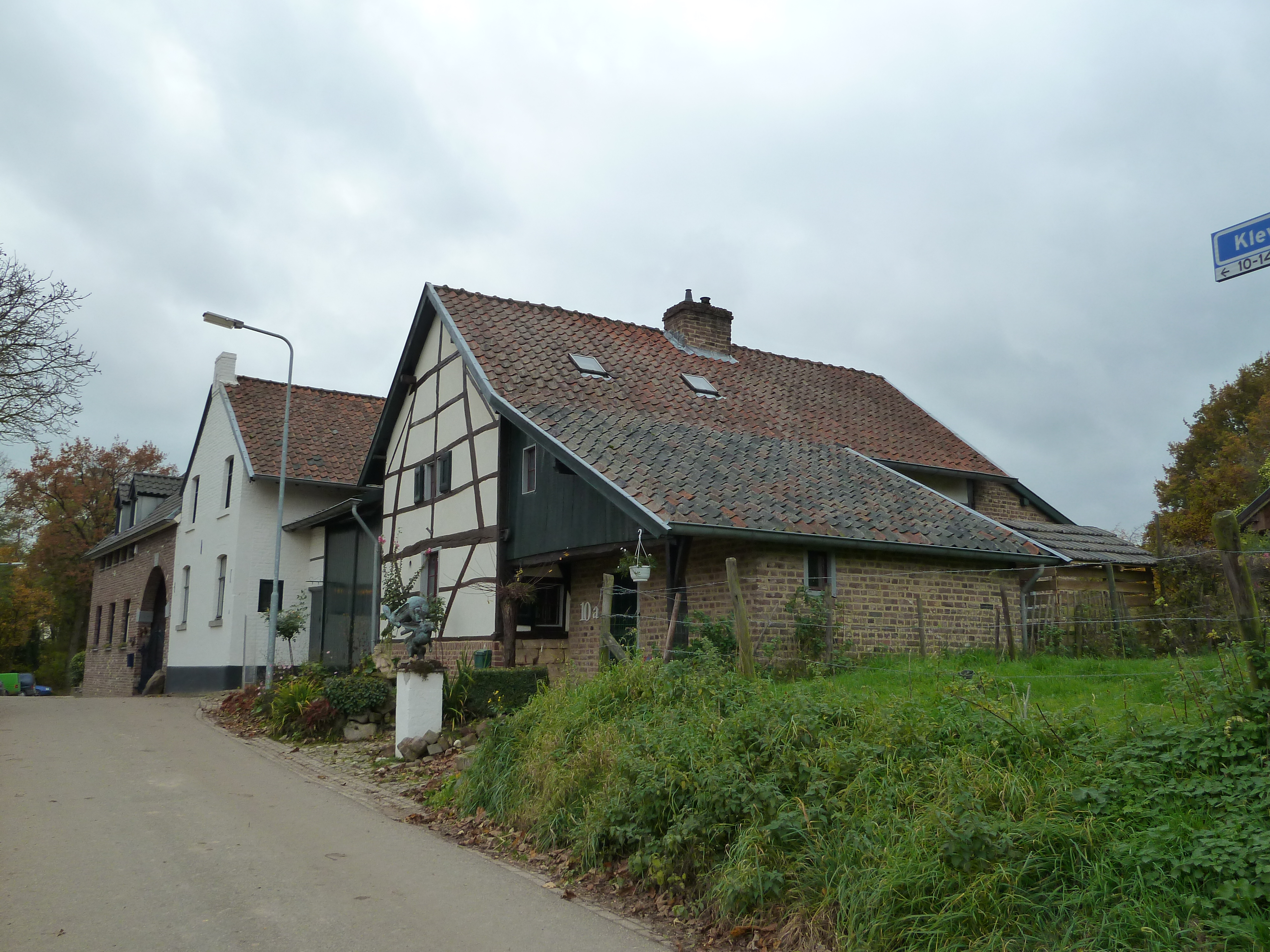
Gruppe von Ernhäusern in Schimmert, Limburg, Niederlande

Das Ernhaus ist ein traufseitig erschlossenes Wohnstallhaus. Dabei liegt der Eingang an der Längsseite und führt in den Ern, eine fränkische Bezeichnung für den zentralen Flur- und Herdraum.
Das Ernhaus wird wegen seines regionalen Bezuges auch als mitteldeutsches,
oberdeutsches,
thüringisches oder fränkisches Haus bezeichnet. Es ist ein im Mittelalter aufgekommener Bauernhaustyp in Fachwerk- oder Massivbauweise in Stein. Es ist ein Einhaus, bei dem Wohnung und  Stallraum in einem Hauskörper zusammengefasst sind. Diese ländlich-bäuerliche Hausform prägt noch heute das Erscheinungsbild vieler Dörfer im mittleren und südlichen Bereich Deutschlands. Seine nördliche Verbreitungsgrenze liegt ungefähr im Bereich, wo die Mittelgebirge in die norddeutsche Tiefebene übergehen. Dort schließt sich nach Norden das (niederdeutsche) Hallenhaus an, das im Volksmund auch Niedersachsenhaus genannt wird. Ein wesentlicher Unterschied beider Haustypen liegt darin, dass beim Ernhaus das Dach von den Außenwänden getragen wird, beim Fachhallenhaus jedoch von inneren, hölzernen  Ständern.

## Aufbau
Das Ernhaus ist in die drei Zonen gegliedert:
- Wohnen (Stube)
- Flur (Ern mit Herd bzw. Küche)
- Wirtschaftsbereich (Stall)

Der Flur ist zentraler Bereich des Hauses mit einer Herdstelle (später Küche) im hinteren Flurbereich. Vom Flur aus gelangt man auf einer Seite in den Wohnbereich und auf der anderen Seite in den Wirtschaftsbereich. Das Haus wies von Anfang an zwei Feuerstellen auf. Im Wohnraum, der Stube, stand ein Kachelofen und im Flur, der später als Küche abgetrennt wurde, befand sich ein Herd zum Kochen.
Das Haus war anfangs eingeschossig, wurde aber seit etwa dem 15. Jahrhundert meist zweistöckig mit Erd- und Obergeschoss ausgeführt. Ab dem 17. Jahrhundert hatte das Obergeschoss einen leichten Überstand und zeigte verzierte Balkenköpfe und Schwellen. In dieser Zeit lassen sich auf größeren Höfen mehrere Gebäude antreffen, die als Wohnhaus, Scheune und Stall einen Zwei-, Drei- oder Vierseithof bildeten. Wenn stattdessen auch der Scheunenbereich an einer Seite in das Einhaus integriert wurde, spricht man von einem Erntennenhaus.